# Truvelo SR
Truvelo SR — семейство снайперских винтовок, выпускающаяся южноафриканской компанией Truvelo Armoury.
Технически представляет собой  винтовку с продольно-скользящим поворотным затвором.
Для стрельбы из Truvelo SR применяются патроны различных калибров. Используются патроны 6,5×47 мм Lapua, 7,62×51 мм НАТО, .338 Lapua Magnum, 12,7×99 мм НАТО, 14,5×114 мм, 20×82 мм, 20×110 мм.
У варианта под патрон 12,7×99 мм НАТО существует два варианта винтовки — более дешёвый однозарядный и вариант с питанием из коробчатого магазина на 5 патронов. Винтовка снабжается оптическим прицелом. Точность стрельбы — 1 угловая минута при использовании специальных снайперских патронов.
Линейка винтовок Truvelo SR с технической точки зрения не представляет ничего революционного. Представители компании из ЮАР традиционно делают ставку на качество производства и сравнительно небольшую стоимость своих изделий. Это подразумевает возможность надежной и безотказной работы винтовок в самых разных погодных условиях в очень широком диапазоне температур (от -35 до +55 градусов Цельсия).

## Цели использования
20-мм южноафриканские снайперские винтовки Truvelo SR предназначены в первую очередь для вывода из строя и уничтожения разнообразных технических объектов, коммуникационного оборудования, небронированной и легкобронированной техники противника. Для этого применяется широкая линейка 20-мм боеприпасов в бронебойном, бронебойно-зажигательном, осколочно-фугасном исполнении.

## Составные части
Ствол винтовки врезается в стальную ствольную коробку, на горизонтальной верхней поверхности которой располагается направляющая планка типа Пикатинни, на нее устанавливается оптический прицел. Открытие прицельные приспособления на данных 20-мм крупнокалиберных снайперских винтовках отсутствуют. В передней части импровизированного цевья монтируются регулируемые двухопорные сошки с широкими загнутыми опорными стойками. Это сделано для большей площади опоры, а также удобства в случае установки винтовки на неровные поверхности. В модели SR 20x110mm на специальный блок крепления может быть установлена достаточно массивная тренога (аналогична треноге крупнокалиберного пулемета Браунинг M2), содержащая в себе амортизирующий механизм, дополнительно снижающий отдачу в момент выстрела.
Предохранитель находится в задней части затвора, стрелок может перевести его в одну из трех доступных позиций: в первой – блокируется затвор снайперской винтовки; во второй – блокируется ударно-спусковой механизм; в третьей – винтовка разблокирована и готова к стрельбе. С винтовками используется не складывающийся приклад скелетного типа, он изготавливается из авиационного алюминия. На затыльной части приклада расположена специальная амортизирующая накладка, а на его верхней плоскости – регулируемая накладка под щеку стрелка.

## Преимущества оружия
Винтовка Truvelo SR 20х110 mm уникальна в первую очередь использованием сверхмощного боеприпаса калибра 20х110 мм и является одной из немногих в мире под этот патрон. По сути, перед нами достаточно хорошее в плане точности противотанковое ружье, которое отлично покажет себя в обороне, доставив противнику массу проблем. Сам производитель, кстати, также подчеркивает антиматериальные способности своего оружия, отмечая, что винтовку можно использовать для поражения различного электронного оборудования, средств связи, прицельных приспособлений, GPS и радиолокационных систем, которые в изобилии можно встретить на современной бронетехнике среднего и тяжелого класса.

## Недостатки оружия
Первый и самый главный недостаток – вес оружия. Винтовка весит без малого 25 кг. Это уже предполагает работу в паре, так как помимо самой винтовки, она может комплектоваться специальной треногой, которая весит еще 10 кг. Все это превращает оружие практически в стационарное. Второй недостаток вытекает из первого – размеры оружия, длина винтовки составляет 1990 мм. В рейд по тылам противника с таким оружием не отправишься. Но при необходимости транспортировки винтовки на существенные расстояния, ее можно уложить в специальный жесткий фирменный оружейный кейс из алюминия, винтовка укладывается в него почти в неразобранном виде. Третий недостаток (условный для такого оружия) – однозарядность винтовки, подготовки снайпера должно хватать на то, чтобы поразить цель с первого выстрела.